# 대구부계초등학교 석산분교
대구부계초등학교 석산분교는 대한민국 대구광역시 군위군에 있는 공립 초등학교이다.

## 학교 연혁
- 1934년 5월 24일: 고로보통학교 부설 석산간이학교 개교
- 1938년 4월 1일: 고로심상소학교 부설 석산간이학교 개편
- 1941년 4월 1일: 고로국민학교 석산분교 개편
- 1943년 4월 28일: 석산국민학교 승격 분리
- 197?년 ??월 ??일 석산국민학교 낙전분교 설립 인가
- 1976년 4월 20일: 낙전분교장 개교
- 1993년 3월 1일 낙전분교장 폐교 및 본교 통폐합
- 2013년 3월 1일: 의흥초등학교 분교장 격하 편입
- 2024년 10월 1일: 휴교
- 2025년 6월 1일: 대구부계초등학교 석산분교 개편

## 참고 자료
- 대구부계초등학교석산분교장 - 한국교육학술정보원 학교알리미